# مكامي مباراوا
مكامي مباراوا هو سياسي تنزاني من حزب الثورة وعضو البرلمان المعين.
شغل منصب وزير الاتصالات والعلوم والتكنولوجيا من 2010 إلى 2015. بعد ذلك شغل منصب وزير المياه والري في إدارة جون بومبيه ماغوفولي لمدة أحد عشر يومًا قبل نقله لرئاسة جدول أعمال البنية التحتية.